# Панемуне (футбольний клуб)
Футбольний клуб «Панемуне» Каунас (лит. Futbolo klubas Kauno Panemunė) — колишній литовський та радянський футбольний клуб з однойменного району Каунаса.

## Досягнення
- Кубок Литви
  - Володар (1): 1960.